# Zygmunt Solorz-Żak
Zygmunt Józef Solorz-Żak (Radom, 4 de agosto de 1956) es un empresario polaco, conocido por haber fundado el grupo de televisión Polsat y por ser el propietario del teleoperador Plus. Su fortuna se calcula en 3800 millones de dólares.

## Biografía
Zygmunt Józef Krok nació en 1956, en el seno de una familia humilde de Radom cuando Polonia era un estado socialista. Después de completar un grado superior en su ciudad natal, emigró a otros países de Europa en busca de trabajo. Por aquel entonces asumió identidades falsas para no ser repatriado, tales como Piotr Krok y Piotr Podgórski. Ha estado casado dos veces: entre 1983 y 1991 con Ilona Solorz, una empresaria asentada en Múnich, y desde 1992 hasta 2014 con Małgorzata Żak. Ha tenido tres hijos en total, y después de ambos divorcios, ha mantenido los apellidos de sus anteriores esposas.
En 2020 la revista Forbes calculó su fortuna en 3800 millones de dólares, lo que le convierte en el segundo hombre más rico de Polonia por detrás de Michał Sołowow.

### Trayectoria empresarial
Después de haber trabajado en Yugoslavia, Austria y Alemania Occidental, donde dirigió un negocio transportista, a mediados de los años 1980 regresó a Polonia y montó una empresa de exportación, Solorz Import-Export, que se dedicaba a comerciar con productos de otros países de Europa del Este. Cuando Polonia se transformó en una economía de mercado a partir de 1989, fue uno de los primeros empresarios que pudo exportar productos de Europa Occidental.
En 1992 aprovechó la liberalización del mercado para crear un canal de televisión, Telewizja Polsat. Durante un año estuvo emitiendo vía satélite desde Países Bajos, hasta que en 1993 el gobierno polaco le concedió una licencia de televisión en abierto. Polsat se hizo con una importante cuota de audiencia en Polonia y Solorz se convirtió en una de las mayores fortunas del país gracias a los ingresos publicitarios. Seis años después, Polsat expandió su negocio con una plataforma de televisión de pago, Cyfrowy Polsat (actual Polsat Box). Ambas compañías han quedado integradas en un solo grupo que gestiona todos los activos de televisión de Polsat.
Con el paso del tiempo, el empresario diversificó sus inversiones a otros sectores de la economía polaca. En 1999 se convirtió en accionista minoritario del banco Invest Bank —actual Plus Bank—. y en 2004 tomó el control de la eléctrica estatal Elektrim, que en aquella época atravesaba problemas financieros pero tenía una participación del 51% en la teleoperadora PTC. Solorz vendió ese porcentaje a T-Mobile, que ya controlaba el 49%, y se produjo un largo pleito con Vivendi que terminó con un acuerdo de ambas empresas para transformar a PTC en T-Mobile Polska. A pesar de esta venta, Elektrim tuvo que reestructurar su deuda y centrar su actividad en la gestión de plantas energéticas. Por otro lado, Solorz fue propietario entre 2009 y 2013 del Śląsk Wrocław, un club de fútbol de Breslavia.
En 2011 se convirtió en el accionista mayoritario del grupo de telecomunicaciones Polkomtel, más conocido por su marca comercial Plus, a través de una operación cruzada valorada en 5700 millones de euros. La compra del teleoperador, el segundo con más clientes de Polonia, le permitió consolidar su posición en el mercado al ofertar servicios de triple play. En 2019 adquirió una participación a través de Polsat en Asseco, especializada en tecnología de la información.